# Kastell Holzhausen
Das Kastell Holzhausen war ein römisches Grenzkastell des Obergermanischen Limes, der seit 2005 den Status eines UNESCO-Weltkulturerbes besitzt. Das frühere Kohortenkastell liegt heute als Bodendenkmal in den Wäldern von Holzhausen an der Haide (Verbandsgemeinde Nastätten), einer Ortsgemeinde im rheinland-pfälzischen Rhein-Lahn-Kreis. Es zählt zu den am besten erhaltenen Limeskastellen Deutschlands.

## Lage

Lageplan

Kastellgrundriss

In der heutigen Topographie befindet sich das Bodendenkmal nördlich der Bundesstraße 260, der so genannten „Bäderstraße Taunus“, zwischen Holzhausen an der Haide (Rheinland-Pfalz) und Laufenselden (Hessen) in einem weitläufigen Waldgebiet. Dort liegt es auf durchschnittlich 495 Höhenmetern am nordwestlichen Hang des Grauen Kopfs, des mit 543,4 m ü. NN zweithöchsten Berges im westlichen Hintertaunus.
Im Limesverlauf ist die Fortifikation von Holzhausen das südlichste und letzte Kastell auf dem Gebiet des Bundeslandes Rheinland-Pfalz. Die Grenze zu Hessen verläuft in nur gut 120 m nordöstlicher Entfernung. Schon der nächstfolgende Wachturm (Wp 2/35) befindet sich auf hessischem Gebiet.

## Forschungsgeschichte
Dank ihrer abgeschiedenen Lage blieben die Ruinen des Kastells lange Zeit unberührt. Erst im Zusammenhang mit dem Bau der so genannten Bäderstraße zu Anfang des 19. Jahrhunderts kam es zu umfangreicheren Beschädigungen, als man die Kastellmauern als Steinbruch für die Anlage der Chaussee nutzte. Eine erste ausführlichere Beschreibung des Kastellplatzes erschien 1859 in den Nassauischen Annalen. Umfangreichere archäologische Untersuchungen erfolgten dann durch Karl August von Cohausen in den Jahren 1874 und 1882, bevor schließlich von der Reichs-Limeskommission (RLK) unter Leitung des Streckenkommissars Ludwig Pallat 1897, 1898, 1899 und 1903 großflächige Ausgrabungen vorgenommen wurden. Die vorläufig letzten wissenschaftlichen Grabungen führte Karl Nass 1932 durch.

Aufnahmen aus der Zeit der sog. „Reichsgrabungen“ durch die Reichs-Limeskommission (1897–1903)
Porta Praetoria, Innenansicht
Porta Decumana, Innenansicht
Blick von der Porta Decumana zur Porta Praetoria
Blick von der Porta Principalis Dextra zur Porta Principalis Sinistra

## Befunde

### Kastell

Geländeprofile des Kastellgrundrisses

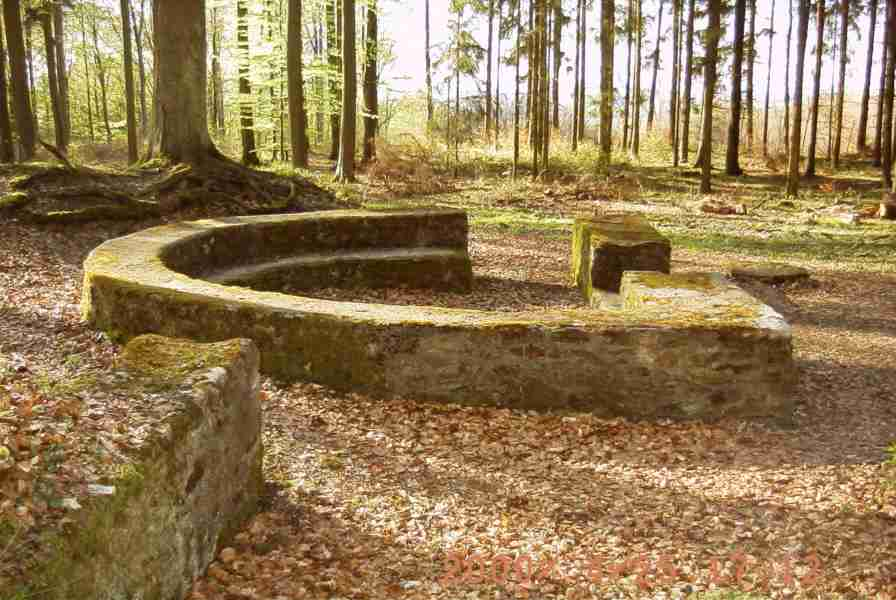
Apsidenförmiges Fahnenheiligtum der Principia

Das Kastell Holzhausen gehört zu den kleinsten Garnisonen des obergermanischen Limes. Mit seinen Maßen von 135,4 m mal 105,6 m bedeckte es eine Fläche von nur gut 1,4 Hektar. Mit seiner Prätorialfront war es – abweichend vom Standard – nicht zum im Nordwesten das Kastell in einem Abstand von 70 m bis 100 m passierenden Limes hin ausgerichtet, sondern nach Nordosten. Dieser Umstand mag den topographischen Gegebenheiten geschuldet sein, die am Hang des „Grauen Kopfs“ eine solche Ausrichtung erforderlich machten, wollte man denn ein zu starkes Geländegefälle innerhalb des Kastellareals vermeiden. Auch so ist der Höhenunterschied zwischen der Porta principalis dextra (rechtes Seitentor) und der Porta principalis sinistra (linkes Seitentor) mit mehr als neun Metern noch beträchtlich. Die Verlängerung der Via praetoria führte in etwa 350 m Entfernung zu einem Limesübergang.
Die Wehrmauer besaß eine Stärke von 1,50 m, das Fundament war 90 cm eingetieft und 1,50 m bis 1,65 m breit. Sie war mit der am Ort vorkommenden Grauwacke an den Außenseiten in regelmäßiger, annähernd waagerecht verlaufender Mauerung ausgeführt, an der Innenseite waren die Steine weniger sorgfältig und unregelmäßiger unter Verwendung großer Mengen Kalkmörtels gesetzt. An der Außenseite war die Kastellmauer gelblich-weiß verputzt und mit unregelmäßig verlaufenden, roten Scheinfugen versehen. Vor der Mauer verlief ein Spitzgraben, der nur vor der zum Limes hin ausgerichteten Porta principalis sinistra aussetzte. Er hatte eine Breite von 5,50 m bis 6,00 m und erreichte eine Maximaltiefe von 2,00 m (neben der Porta decumana) bei durchschnittlich 1,40 m bis 1,60 m. Abgesetzt von der Mauer war der Graben durch eine Berme unterschiedlicher Breite, die zwischen 1,50 m und 2,00 m längs der Mauer und 1,00 m und 3,50 m an den Toren differierte. Auf der Lagerinnenseite erhob sich ein an seiner Basis 9,50 m bis 10,50 m breiter Erdwall, der den Wehrgang trug.
Die Umwehrung war an allen vier Seiten mit Toren versehen. Das Tor an der Prätorialfront war mit einer Breite von 8,40 m das größte. Es war als Doppeltor mit einem Mittelpfeiler ausgeführt. Über den vor diesem Tor nicht unterbrochenen Graben führte ausweislich der Ausgrabungsbefunde vermutlich eine Brücke. Die abgerundeten Ecken der Wehrmauer waren mit Türmen besetzt. In den Türmen befanden sich (in dreien nachweislich, in der Nordecke rekonstruiert) Einbauten, die als Konstruktionen für – möglicherweise drehbare – Geschützaufbauten angesprochen wurden.
Von der Innenbebauung konnten hauptsächlich Teile der Principia (Stabsgebäude) freigelegt werden. Insbesondere im rückwärtigen Teil der Principia waren die Grundmauern des als Apsis ausgeführten, nicht unterkellerten Fahnenheiligtums (Sacellum oder Aedes) noch bis zu einem Meter im Aufgehenden erhalten. Von den rechts und links des Fahnenheiligtums liegenden Dienst- und Versammlungsräumen war zumindest einer (der nordwestlich gelegene) mit einem Hypokaustum versehen. Die weiteren Innenbauten waren vermutlich aus Holz- oder Fachwerk errichtet worden und konnten mit den grabungstechnischen Methoden zur Zeit der Reichs-Limeskommission nicht erfasst werden. Erst bei der 1932er Ausgrabung gelang es, noch drei weitere Gebäude im Nordwesten der Principia nachzuweisen, von denen eines als Mannschaftsbaracke interpretiert wurde.

Profile der Umwehrung
Grundrisse der Toranlagen und Profile des Wehrgrabens
Grundrissdetails der Ecktürme
Verschiedene Gebäudedetails

### Kastellbad

Thermen, Befundaufnahme 1882

Die Thermen konnten nordwestlich des Kastells, zwischen diesem und dem Limes lokalisiert werden, unweit der Quelle des Hasenbachs, der die Thermen vermutlich mit Wasser versorgte. Sie wurden 1882 durch Cohausen und später durch die Kommission untersucht, konnten aber in beiden Fällen aus Mangel an den notwendigen Geldmitteln nicht systematisch ausgegraben werden. Während von der RLK lediglich der Verlauf der zum Kastell weisenden Außenmauer untersucht wurde, hatte Cohausen zumindest einen Teil des Gebäudekomplexes näher untersuchen können. Die dabei festgestellte architektonische Form mit Apsiden sowie das hohe Fundaufkommen an Tegulae (Ziegeln) sprechen dafür, dass es sich bei diesem Teil des Gebäudes um das Caldarium (Warmbad) und das Tepidarium (Laubad) handeln könnte.

### Vicus
Finanzieller Gründe wegen konnte auch der Vicus, die bei jeder größeren römischen Garnison anzutreffende Zivilsiedlung, weder während der 1882er Kampagne noch während der Reichsgrabungen eingehender untersucht werden. Immerhin gelang es, Spuren der zivilen Siedlung vor der Porta praetoria, vor der Porta principalis dextra und vor der Porta decumana nachzuweisen. Die Geländeverformungen im Wald sprechen für weitere zu erwartende, aber bisher nicht ergrabene Befunde.

## Datierung und Belegung

Bauinschrift des linken Seitentores (Umzeichnung; Photographie siehe weiter unten)

Das Holzhausener Kastell wurde nach bisheriger Ansicht unter Commodus, vermutlich zeitgleich mit dem Kastell Niederbieber um die Jahre 185/190 errichtet. Die Münzfunde stützen diese Anfangsdatierung nicht, da ihr Anfangsmaximum erst um 220 n. Chr. liegt. Münzen des Septimius Severus sind stark unterrepräsentiert. Spätester Datierungsansatz ist durch die Ehreninschrift für Kaiser Caracalla das Jahr 213 n. Chr.
Belegt war es von der Cohors II Treverorum („2. Kohorte der Treverer“), wie eine Inschriften bezeugt. Im Laufe der Zeit nahm diese Infanterieeinheit verschiedene Beinamen an. Zu Anfang des dritten Jahrhunderts nannte sie sich nach dem regierenden Kaiser Caracalla Cohors II Antoniniana Treverorum, wechselte aber wenige Jahre später ihren Namen in Cohors II Severiana Treverorum. Auch dieser Name bezog sich auf den regierenden Princeps, diesmal auf Severus Alexander. Das Kastell bestand bis zur Aufgabe des Limes in den Jahren 259/260.

## Limesverlauf zwischen dem Kastell Holzhausen und dem Kleinkastell Auf dem Dörsterberg
Unmittelbar östlich des Kastells Holzhausen passiert der Limes die rheinland-pfälzisch-hessische Grenze. Der erste in dieser Richtung folgende Wachturm, Wp 2/35, befindet sich bereits auf hessischem Gebiet.
Etwas über einen Kilometer weit zieht der Limes noch in unregelmäßigem, sich an den topographischen Gegebenheiten orientierendem Verlauf in östliche Richtung, um dann im Bereich des Wachturms Wp 2/36 in großem Bogen nach Süden hin abzuschwenken. Den dort eingeschlagenen, südlichen Verlauf behält er bis zum Wp 2/39, bei dem er schließlich eine bis zum Kleinkastell auf dem Dörsterberg führende südöstliche Richtung einschlägt. Insgesamt fällt er auf diesem Wege um rund 50 Höhenmeter ab. Die Strecke führt im Wesentlichen durch dicht bewaldetes Gebiet, lediglich im Bereich des Wp 2/41 werden die landwirtschaftlich genutzten Flächen südwestlich des Ortes Laufenselden tangiert.

| ORL     | Name/Ort                               | Beschreibung/Zustand |
| ------- | -------------------------------------- | --- |
| ORL 6   | Kastell Holzhausen                     | siehe oben |
| Wp 2/35 | „Östlich von Kastell Holzhausen“       | Wahrnehmbare Turmstelle in nur 525 Meter Entfernung von der Porta praetoria des Holzhausener Kastells. Die schon von Cohausen beschriebene Stelle bestand aus einem annähernd quadratischen Steinturm von 4,40 bis 4,50 Metern Seitenlänge. Der Limesgraben, der den Turm in knapp 18 m nördlicher Entfernung passierte, war an dieser Stelle nicht unterbrochen. Die Palisade war einmal versetzt worden, um Platz für einen mit einer Steinstickung befestigten Weg zu schaffen. Spuren eines Holzturms wurden nicht festgestellt. |
| Wp 2/36 | „In Schlag 44 des Laufenselder Waldes“ | Die wahrnehmbare Turmstelle wurde 1896 von Ludwig Pallat entdeckt. Es konnte nur ein Steinturm festgestellt werden, Spuren von vorausgegangenen Holzbeiwerken wurden nicht ermittelt. Der Turm besaß einen quadratischen Grundriss von 4,80 Meter Seitenlänge und war zum Limes hin ausgerichtet, der in 16,20 Metern Entfernung nordöstlich vorbeilief. |
| Wp 2/37 | „In Schlag 40 des Laufenselder Waldes“ | Die noch sichtbare Turmstelle wurde 1896 von Ludwig Pallat entdeckt und 1898 von Hans Lehner archäologisch untersucht. Die Stelle, an der nur ein Steinturm nachgewiesen wurde, befindet sich an einem nach Osten hin geneigten Abhang. Der Steinturm besaß mit den Seitenverhältnissen von 4,15/4,21 zu 4,12/4,20 Meter einen annähernd quadratischen Grundriss. Die Stärke der Mauern betrug nur 0,60 bis 0,65 Meter. In den vier Ecken befanden sich große Pfostenlöcher, die teilweise tiefer gründeten als die Fundamentunterkante. Der Turm war nach Osten, zum Limes hin ausgerichtet. Die Entfernung zwischen Turm und Limespalisade belief sich auf rund 31 Meter.                           |
| Wp 2/38 | „Am Nastätter Weg“                     | Die durch gehäuft vorkommende Bruchsteine noch gut zu identifizierende Turmstelle wurde 1896 von Ludwig Pallat aufgefunden und untersucht. Schon zu Pallats Zeiten waren die Relikte des Turms durch den Ausbruch von Steinen stark zerstört, so dass keine genauen Maße vorliegen. Der Turm befand sich in etwa 25 Meter Entfernung von der Palisade des Limes, die ihn östlich passierte und rund 80 m nördlich eines sich in seinem Anfang nach Süden und Südosten und danach Richtung Osten hin erstreckenden Tals. Vermutlich bestand die Aufgabe der Wachturmbesatzung in der Überwachung dieses Tales, das sich über den Limes hinweg weit in den nicht römisch besetzten Teil Germaniens zog. |
| Wp 2/39 | „In Schlag 36 des Laufenselder Waldes“ | Sichtbare Turmstelle eines Steinturms, der 1896 von Ludwig Pallat entdeckt und erforscht worden ist. Zu dieser Zeit war das aufgehende Mauerwerk noch bis zu einem Meter Höhe erhalten. Der Steinturm besaß einen quadratischen Grundriss von 4,90 Metern Seitenlänge, seine Mauerstärke betrug annähernd 0,80 Meter. Er befand sich an einem in östliche Richtung leicht abfallenden Hang und war zum Limes hin ausgerichtet, dessen Palisade den Turm in 50,50 Meter Entfernung ostnordöstlich passierte. |
| Wp 2/40 | „Am Gronauer Weg“                      | Noch sichtbare Turmstelle eines steinernen Wachturms, der 1896 und 1897 von Ludwig Pallat untersucht worden ist. Der Steinturm lag etwa 25 m südsüdwestlich von der Limespalisade entfernt. Die Größe des Turms und die Abmessungen des Mauerwerks konnten nicht mehr ermittelt werden. |
| Wp 2/41 | „Am Schönauer Weg“                     | Nicht mehr sichtbare Turmstelle eines Steinturms, der 1897 von Pallat entdeckt, aber nur an der Nordwest-Ecke untersucht worden ist. Seine Abmessungen sowie die Maße des Mauerwerks sind daher nicht bekannt. Der Turm befand sich an einer exponierten Stelle, von der aus weite Teile der Umgebung eingesehen werden konnten. Die Entfernung zu der in nordnordöstlicher Richtung vorbeiziehenden Limespalisade betrug rund 20 m. |
| Wp 2/42 | „In der Fuchshohl“                     | Noch sichtbare, 1897 von Pallat untersuchte Turmstelle eines Steinturms. Die Entfernung zur im NNO passierenden Limespalisade betrug 13 Meter. Der Turm diente vermutlich – zusammen mit dem auf der gegenüberliegenden Talseite befindlichen Kleinkastell Dörsterberg – der Überwachung des in nordsüdlicher Richtung verlaufenden Dörsbachtales. |
| KK      | Auf dem Dörsterberg                    | siehe Hauptartikel Kleinkastell „Auf dem Dörsterberg“ |

## Sonstiges
Im Bereich des Kastells existiert ein Vorkommen des Kleinen Immergrüns. Es kann, wie bei zahlreichen anderen römischen Kastellbauten auch, auf eine römerzeitliche Anpflanzung zurückgeführt werden.

## Denkmalschutz
Das Kastell Holzhausen und die erwähnten Bodendenkmale sind als Abschnitt des Obergermanisch-Rätischen Limes seit 2005 Teil des UNESCO-Welterbes. Außerdem sind die Anlagen Kulturdenkmale nach dem Denkmalschutzgesetz (DSchG) des Landes Rheinland-Pfalz. Nachforschungen und gezieltes Sammeln von Funden sind genehmigungspflichtig, Zufallsfunde an die Denkmalbehörden zu melden.

Fundmaterial aus der Zeit der sog. „Reichsgrabungen“ durch die Reichs-Limeskommission (1897–1903)
Bronzefunde
Bauinschrift[11] der Porta Principalis Sinistra zu Ehren Caracallas (Umzeichnung siehe weiter oben)
Eisenfunde
Steinfunde